# Neočekivani gost
Neočekivani gost (1958. i 2001.) je drama Agathe Christie koju je Charles Osbourne 2001. pretvorio u roman.

## Radnja
Jedne maglovite noći, na južnoj obali Walesa, Michael Starkwedder zaleti se automobilom u jarak. U nepoznatom kraju i bez prijevoza, pješice se probija do osamljene kuće, pronalazi otvorena vrata, ulazi u radnu sobu i otkriva mrtvo tijelo gospodara kuće.
Osim toga, čini se da je ovdje zatekao i samog ubojicu!
Naime, Laura Warwick koja je stajala s pištoljem u ruci nad mrtvim tijelom svog nepokretnog supruga Richarda priznaje Michaelu ubojstvo. Neočekivani gost odlučuje pomoći Lauri i zaštiti je od mogućeg vješanja, pa nudi pomoć u smišljanju lažne priče i u podmetanju dokaza koji će zavarati policiju. Odnosno, uputiti da je ubojica neki uljez, netko tko je došao izvana... 